# Бедрена артерия
Бедрената артерия (arteria femoralis), известна още под научното си название феморална артерия, е голяма артерия на бедрото, която е продължение на външната хълбочна артерия, идваща от коремната аорта.
Външната хълбочна артерия става бедрена след като премине под ингвиналното сухожилие. В тази област (бедрения триъгълник) тя се нарича обща бедрена артерия, тъй като не се е разклонила.
Обикновено от общата бедрената артерия се разклонява дълбоката бедрена артерия, след това тя се нарича субсарториална артерия и продължава надолу към бедрената кост.
Повърхностната бедрена артерия преминава през хиатуса на адуктора (празнина в сухожилието на големия адуктор) и после в задната част на коляното. Преминавайки между кондилите на бедрената кост, тя се превръща в поплитеална артерия на поплитеалната фоса.
- сегменти.[1]